# Miguel Alves
Miguel Alves is een gemeente in de Braziliaanse deelstaat Piauí. De gemeente telt 33.410 inwoners (schatting 2009).
De gemeente grenst aan Porto, Nossa Senhora dos Remédios, Barras, Cabeceiras do Piauí, Lagoa Alegre, União en ten westen de staat Maranhão.